# План «Ольденбург»

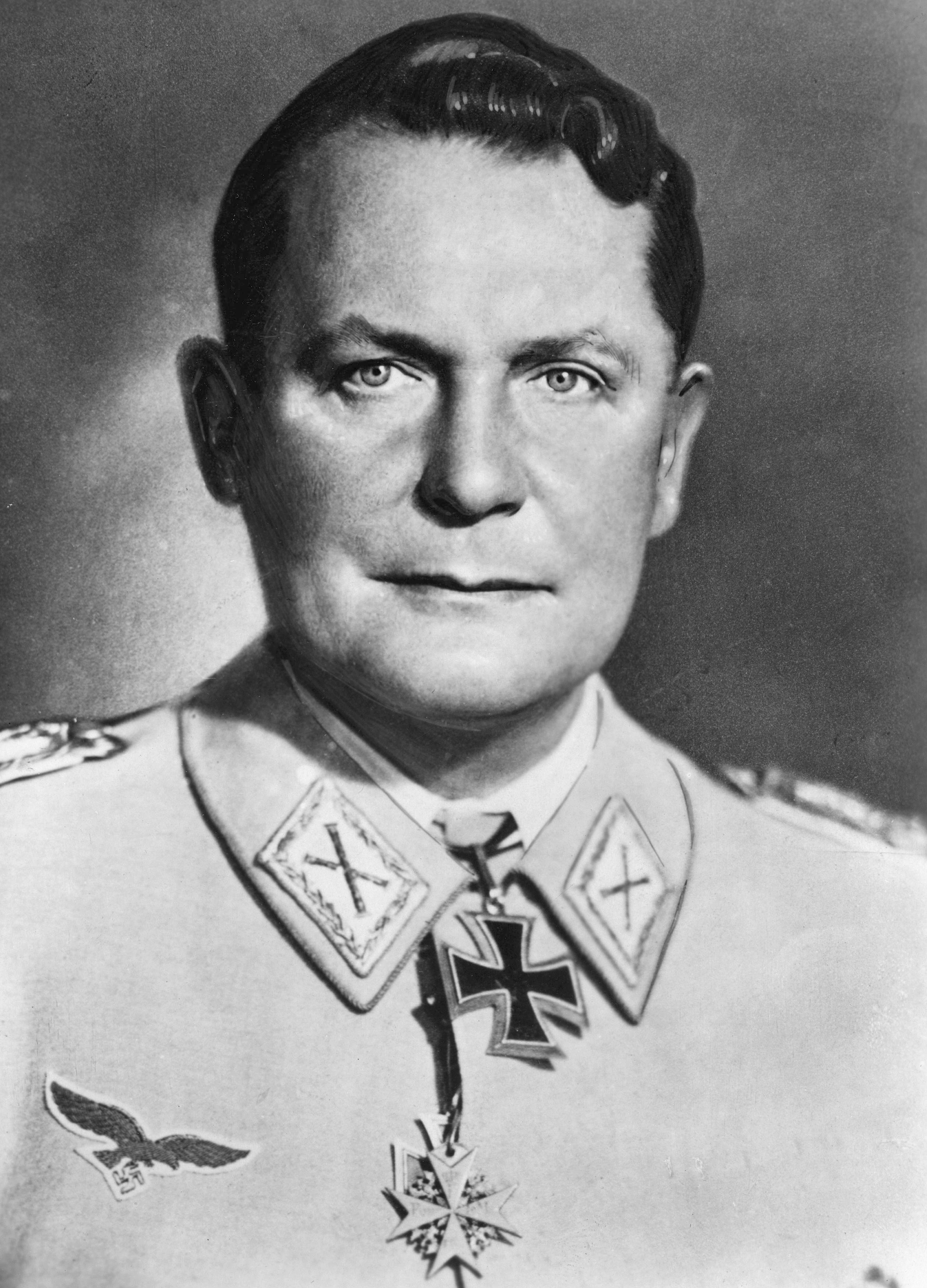
Г. Геринг — руководитель плана «Ольденбург»

План «Ольденбург» («Зелёная папка» Геринга) — кодовое именование экономического подраздела плана нападения нацистской Германии на СССР «Барбаросса».
После утверждения Гитлером плана «Барбаросса» фюрер поручил рейхсмаршалу Герингу разработать план эксплуатации территории СССР.
Под руководством Геринга был разработан план, получивший название «Ольденбург», который предусматривал овладение и постановку на службу Рейху всех запасов сырья и крупных промышленных предприятий на территории между Вислой и Уралом. По этому плану, наиболее ценное промышленное оборудование предполагалось отправить в Рейх, а то, которое не может пригодиться Германии, — уничтожить. Территорию европейской части СССР планировалось децентрализовать экономически и сделать аграрно-сырьевым придатком Германии. Первоначальный вариант плана был утверждён на секретном совещании 1 марта 1941 года (протокол 1317 P.S.).
В течение следующих двух месяцев план был детально проработан и окончательно утверждён 29 апреля 1941 года (протокол секретного совещания 1157 P.S.). Согласно плану, территория СССР делилась на четыре экономических инспектората (Ленинград, Москва, Киев, Баку) и 23 экономических комендатуры, а также 12 бюро. Для координации был образован штаб «Ольденбург».
Впоследствии, согласно плану, предполагалось разбить территорию европейской части СССР на семь государств, каждое из которых должно было экономически зависеть от Германии. Территорию Прибалтики планировалось сделать протекторатом и в дальнейшем включить в состав Германии.
8 мая 1941 года были приняты «Общие инструкции для всех комиссаров Рейха на оккупированных восточных территориях», основанные на данном плане (документы 1029, 1030 P.S.).
Отдельная комиссия была сформирована для организации сбора продовольствия на оккупированных территориях. Ей была поставлена задача обеспечить к 1942 году снабжение германских вооружённых сил питанием полностью за счёт ресурсов СССР. Всё остальное продовольствие из сельскохозяйственных регионов предполагалось вывозить в Германию, тем самым сокращая «избыточное население» индустриальных центров СССР.
В соответствии с приказом начальника штаба верховного командования вермахта Вильгельма Кейтеля от 16 июня 1941 года, основная экономическая задача на захваченных территориях СССР определялась как «немедленная и полная эксплуатация оккупированных областей в интересах военной экономики Германии, в особенности в области обеспечения продовольствием и нефтью».
Рейхсмаршал Геринг, непосредственно руководивший штабом «Ольденбург», писал:

На Востоке я намерен грабить, и грабить эффективно. Всё, что может быть пригодно для немцев на Востоке, должно быть молниеносно извлечено и доставлено в Германию. 
Уже после начала Великой Отечественной войны, 15 июля 1941 года, он записал в своей «зелёной папке»:

Использование подлежащих оккупации областей должно производиться в первую очередь в области продовольственной и нефтяной отраслей хозяйства. Получить для Германии как можно больше продовольствия и нефти — такова главная экономическая цель кампании.
Изначально германское военное руководство считало, что нет необходимости в период войны восстанавливать промышленные предприятия и использовать природные богатства СССР, достаточно ограничиться захватом готовой продукции и сырья на складах, после чего произвести учёт промышленных предприятий, шахт и рудников, обеспечить их охрану и создать на захваченных территориях гражданское управление.
Однако, когда расчёты на молниеносную войну провалились и Германия стала нести большие потери в живой силе, технике и вооружении, созданные запасы начали быстро истощаться, немецкое руководство в срочном порядке начало разрабатывать план экономического использования оккупированных территорий уже в ходе самой войны. Тем самым от реализации плана «Ольденбург» немецкому руководству пришлось отказаться, признав его непригодность.
Зелёная папка Геринга была захвачена Красной Армией и упоминалась в ноте Молотова от 27 апреля 1942 года.
После окончания войны деятельность штаба «Ольденбург» стала предметом рассмотрения и осуждения на Нюрнбергском трибунале.